# Parasetigena takaoi
Parasetigena takaoi är en tvåvingeart som först beskrevs av Louis-Paul Mesnil 1960.  Parasetigena takaoi ingår i släktet Parasetigena och familjen parasitflugor. Inga underarter finns listade i Catalogue of Life.